# Parsonsia alboflavescens
Parsonsia alboflavescens là một loài thực vật có hoa trong họ La bố ma. Loài này được (Dennst.) Mabb. mô tả khoa học đầu tiên năm 1977.